# Chiesa di Sant'Andrea Apostolo (Portomaggiore)
La chiesa di Sant'Andrea Apostolo è la parrocchiale patronale di Ripapersico, frazione del comune italiano di Portomaggiore in provincia di Ferrara. Appartiene al vicariato di Argenta - Portomaggiore nell'arcidiocesi di Ravenna-Cervia. La chiesa venne edificata nel X secolo, ristrutturata ed ampliata varie volte, distrutta durante la seconda guerra mondiale e ricostruita nel XX secolo. 

## Storia
L'antico paese di Ripapersico era nato vicino al punto di confluenza tra Sandalo e Persico, fiumi legati al Po di Volano e di grande importanza per i traffici commerciali del periodo e il suo nome richiama questa posizione geografica. Il suo luogo di culto ebbe quindi l'importanza che gli derivava da questa situazione diventando la più importante tra le chiese sussidiarie del territorio di Portomaggiore e venne edificato entro il X secolo. La prima citazione su documenti della chiesa con dedicazione all'apostolo Andrea risale al 1188. Durante la visita pastorale nella zona, avvenuta nel 1545, venne descritta come formata da un'unica navata e con tre altari. Un secolo più tardi i fedeli risultarono essere aumentati di numero e la chiesa venne ristrutturata e ampliata, con altri due nuovi altari. L'altare maggiore all'epoca era arricchito dalla pala raffigurante San Pietro e Sant'Andrea. Gli altri altari erano dedicati a San Lorenzo, al Santissimo Rosario, a San Giuseppe e al Crocifisso. Era presente anche un pregevole dipinto raffigurante la Fuga in Egitto, opera settecentesca attribuita a Carlo Bodoni e andata irrimediabilmente distrutta durante il bombardamento alleato del 1945. In seguito nella sala venne aggiunto un sesto altare e la torre campanaria venne innalzata nel 1767.
La chiesa ricostruita venne dotata del proprio fonte battesimale nel 1629 e fu consacrata il 9 maggio 1630. Ulteriori restauri furono realizzati quasi tre secoli più tardi, nel 1862 venne ricostruita la canonica e nel 1905 fu oggetto di un intervento generalizzato. Durante le ultime fasi della seconda guerra mondiale, 19 aprile 1945, la chiesa venne completamente distrutta, e così anche il campanile. La ricostruzione del luogo di culto e della sua torre campanaria in stile romanico fu realizzata attorno alla metà del XX secolo. Nella parrocchia sono state attive varie associazioni e confraternite, come l'associazione San Filippo Neri, la confraternita del Santissimo Rosario, la confraternita del Santissimo Sacramento e la confraternita del terz'ordine di S. Francesco d'Assisi.

## Descrizione
La festa patronale con la sagra locale si tengono durante la settimana del 30 novembre.

### Esterni
La chiesa si trova a Ripapersico, frazione di Portomaggiore in provincia di Ferrara. Tutto il complesso, a parte il basamento della torre campanaria, è stato ricostruito in stile romanico attorno al 1950. La facciata è rifinita in mattoni di laterizio a vista, è caratterizzata da due lesene entro le quali si trova il portale di accesso architravato sormontato in asse dal grande rosone rotondo che porta luce alla sala. La torre campanaria si alza in posizione isolata sulla destra e la sua cella si apre con quattro finestre a monofora.